# Mutaz Essa Barshim
Mutaz Essa Barshim, né le 24 juin 1991 à Doha, est un athlète qatarien, spécialiste du saut en hauteur.
Champion du monde en 2017 à Londres, il est le premier athlète à conserver son titre mondial au saut en hauteur en s'imposant lors des mondiaux 2019, chez lui, à Doha, et devient le premier sauteur à remporter un troisième titre mondial en plein air, en 2022 à Eugene. À Tokyo en 2021, il décroche enfin la médaille d'or olympique, ex aequo avec l'Italien Gianmarco Tamberi, après avoir obtenu l'argent en 2012 et 2016. Il est également sacré champion du monde en salle en 2014. 
Il est le deuxième performeur mondial de tous les temps, derrière le Cubain Javier Sotomayor, en franchissant la barre de 2,43 m en 2014.

## Biographie

### Débuts
Mutaz Essa Barshim est le frère aîné de Muamer Aissa Barshim également sauteur en hauteur. Fils d'un père qatarien et d'une mère  soudanaise, il a été élève de l'Aspire Academy for Sports Excellence située dans l'Aspire Zone de Doha. Il se distingue en début de saison 2010 en établissant un nouveau record du Qatar en salle avec 2,25 m, puis en devenant, à Téhéran, à l'âge de dix-huit ans, champion d'Asie en salle avec la marque de 2,20 m. Sélectionné pour les Championnats du monde en salle se déroulant au sein de son club, à Doha, le Qatarien ne passe pas le cap des qualifications avec un meilleur saut à 2,23 m. Vainqueur des Championnats panarabes juniors en mai 2010 au Caire, il améliore le record national en plein air en effaçant une barre à 2,31 m lors des Championnats asiatiques juniors de Hanoï. Il établit à cette occasion la meilleure performance établie par un athlète junior depuis 2006 et le saut du Chinois Huang Haiqiang (2,32 m). Il devient champion du monde junior, à Moncton avec un saut à 2,30 m. 
Lors de la première étape de la ligue de diamant 2011 à Doha, Barshim égale son record national en finissant 3e. Il remporte ensuite le titre des Championnats d'Asie en plein air de Kobe au Japon, avec un saut à 2,35 m, améliorant de trois centimètres son propre record national et signant un nouveau record des championnats. Vainqueur des Jeux mondiaux militaires, à Rio de Janeiro, avec 2,29 m, il participe aux Championnats du monde 2011 de Daegu où il termine septième du concours avec une hauteur de 2,32 m.

### Records d'Asie, vice-champion olympique rétroactif (2012)

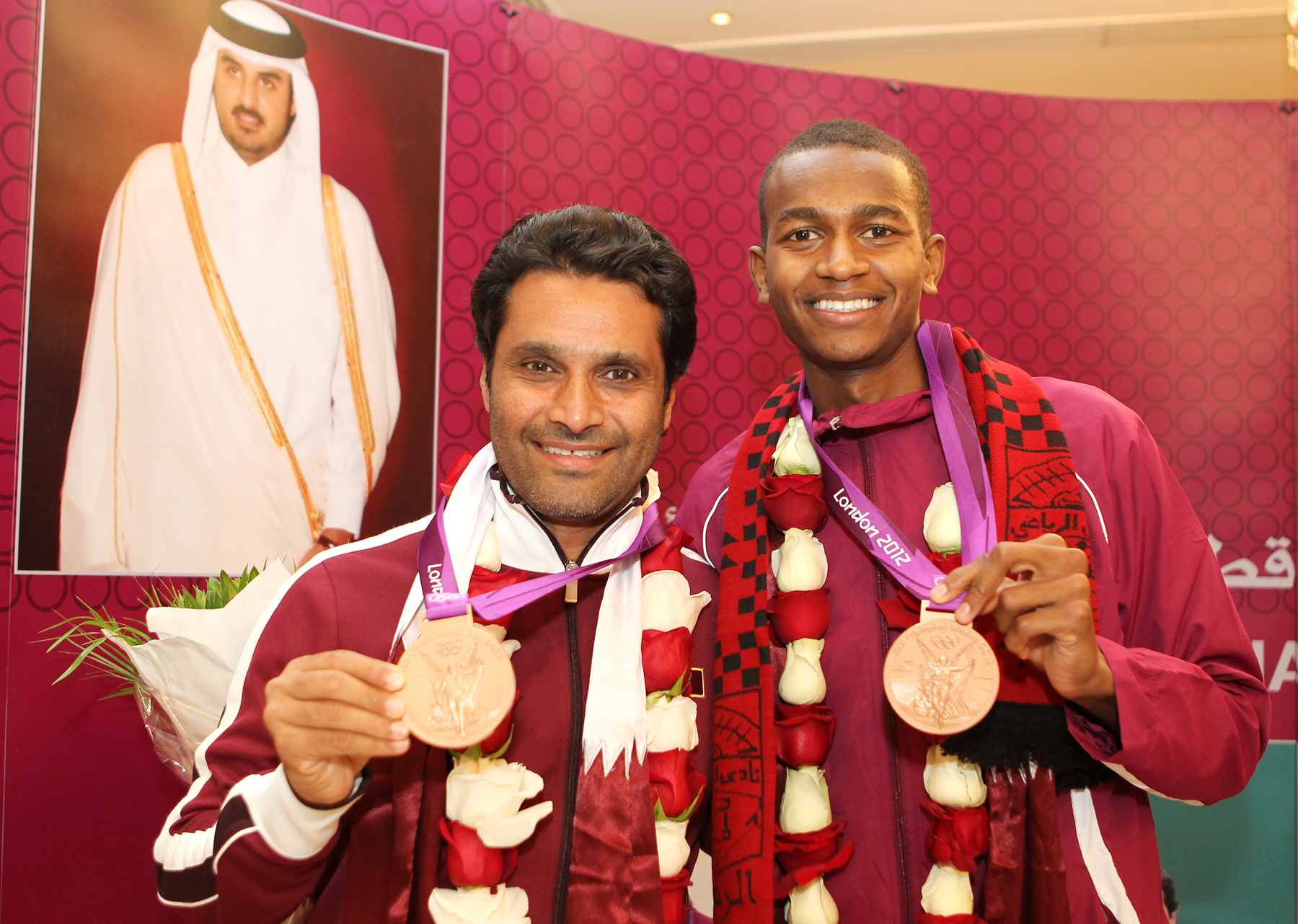
Mutaz Essa Barshim et Nasser al-Attiyah.

En début de saison 2012, Mutaz Essa Barshim remporte le titre des Championnats d'Asie en salle de Hangzhou, et établit à cette occasion un nouveau record d'Asie de la discipline en franchissant une barre à 2,37 m. Au mois de mars, il se classe 9e des championnats du monde en salle d'Istanbul avec 2,28 m.
Blessé au dos durant toute la saison estivale, malgré des participations aux compétitions, Mutaz Barshim décide de s'aligner au dernier moment aux Jeux olympiques de Londres : il y décroche la médaille d'argent avec un modeste résultat de 2,29 m, terminant ex æquo avec deux autres concurrents, le Canadien Derek Drouin et le Britannique Robert Grabarz. 
Vainqueur par la suite du Meeting d'Eberstadt, compétition consacrée exclusivement au saut en hauteur, en réalisant 2,35 m, Mutaz Barshim se distingue quelques jours plus tard lors du meeting Athletissima de Lausanne en étant le seul à effacer une hauteur de 2,39 m, et ce à son deuxième essai. Il améliore de deux centimètres son record personnel en plein air et égale la meilleure performance mondiale de l'année du Russe Ivan Ukhov. Il égale par ailleurs le record d'Asie en plein air du Chinois Zhu Jianhua.

### Médaillé d'argent à Moscou (2013)
Il égale son propre record d'Asie en salle le 3 février 2013 à Moscou avec 2,37 m. Le 1er juin 2013, lors de la Prefontaine Classic d'Eugene, Mutaz Essa Barshim franchit une barre à 2,40 m à son premier essai après avoir essuyé deux échecs à 2,39 m. Premier sauteur à franchir cette hauteur en plein air depuis 2000, il améliore d'un centimètre le record d'Asie qu'il codétenait avec le Chinois Zhu Jianhua, et devient le quatrième meilleur performeur mondial de tous les temps, derrière Javier Sotomayor, Patrik Sjöberg et Igor Paklin, ex æquo avec quatre autres athlètes (Povarnitsyn, Matei, Austin et Voronin). 
En août 2013, lors des championnats du monde de Moscou, il franchit une barre à 2,38 m à son premier essai mais s'incline finalement devant l'Ukrainien Bohdan Bondarenko qui signe un nouveau record des championnats avec 2,41 m.

### Champion du monde en salle (2014)

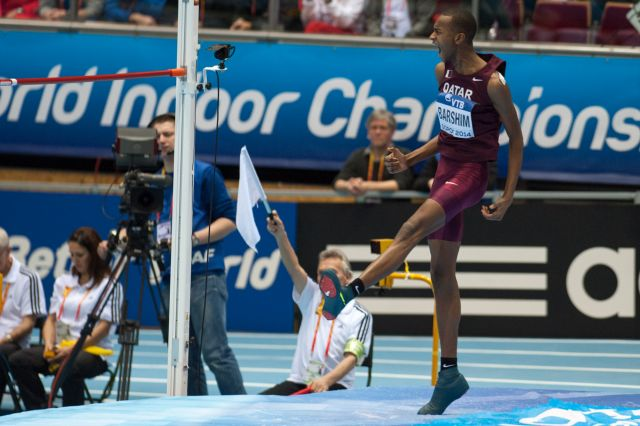
Mutaz Essa Barshim devient champion du monde en salle en 2014 à Sopot.

Mutaz Essa Barshim participe aux Championnats du monde en salle, en mars 2014 à Sopot en Pologne où le Russe Ivan Ukhov, auteur de la meilleure marque mondiale de l'année avec 2,42 m fait figure de favori. En finale, le Qatarien franchit toutes ses barres au premier essai, y compris celle à 2,38 m qui constitue alors un nouveau record d'Asie en salle. Il remporte le titre mondial en devançant Ivan Ukhov, qui ne franchit cette hauteur qu'à son troisième essai, et l'Ukrainien Andriy Protsenko (2,36 m). 
Le 5 juin, lors du meeting Golden Gala de Rome, il améliore son propre record d'Asie en le portant à 2,41 m, égalant la meilleure performance de l'année d'Ivan Ukhov, avant d'échouer par la suite contre une barre à 2,43 m. Le 14 juin 2014, lors du meeting de New York, il améliore d'un centimètre ce record en effaçant une barre à 2,42 m mais s'incline finalement devant Bohdan Bondarenko au nombre d'essais. Grâce à cette performance, Barshim devient le deuxième meilleur performeur de tous les temps en plein air, derrière le Cubain Javier Sotomayor, ex aequo avec Patrik Sjöberg, Ivan Ukhov et Bohdan Bondarenko. 
Le 5 septembre, lors du Mémorial Van Damme de Bruxelles qui voit Barshim et Bondarenko se confronter pour le trophée de la Ligue de diamant, le Qatarien efface dès son 1er essai une barre à 2,43 m, avant d'échouer dans une tentative de record du monde à 2,46 m. Il devient ainsi le 2e meilleur performeur de tous les temps derrière Javier Sotomayor et ses 2,45 m, établissant par la même occasion la meilleure performance mondiale de l'année, un record d'Asie, un record de la ligue de diamant ainsi qu'un record du meeting.

### Record d'Asie en salle (2015)
Barshim établit un record d'Asie en salle à Athlone en Irlande le 18 février 2015 en franchissant 2,41 m. Son saut est même évalué autour de 2,50 m. Il échoue ensuite par trois fois à 2,44 m dans sa tentative de record du monde en salle. Le 30 mai, il établit la meilleure performance mondiale de l'année à Eugene en réalisant à nouveau 2,41 m. Il devance de trois centimètres le chinois Zhang Guowei (2,38 m). 
Le 7 juin 2015, sous une pluie battante, il est incapable de franchir la barre placée à 2,24 m et termine 3e du concours des Championnats d'Asie à Wuhan. C'est alors une grosse déception pour le champion du monde en salle. Cette contre-performance s'explique par le fait qu'il a décidé avec son entraineur de changer sa technique d'approche. Il établit d'ailleurs une série de performances moyennes où il est régulièrement battu : au Meeting Areva de Paris, il ne se classe que quatrième du concours avec 2,29 m. 
Aux Championnats du monde de Pékin en août, il échoue au pied du podium avec 2,33 m laissant le Canadien Derek Drouin remporter le titre (2,34 m). Il clôt sa saison par une victoire à Zurich (2,32 m) et s'adjuge son second trophée de la Ligue de diamant.

### Vice-champion olympique à Rio (2016)

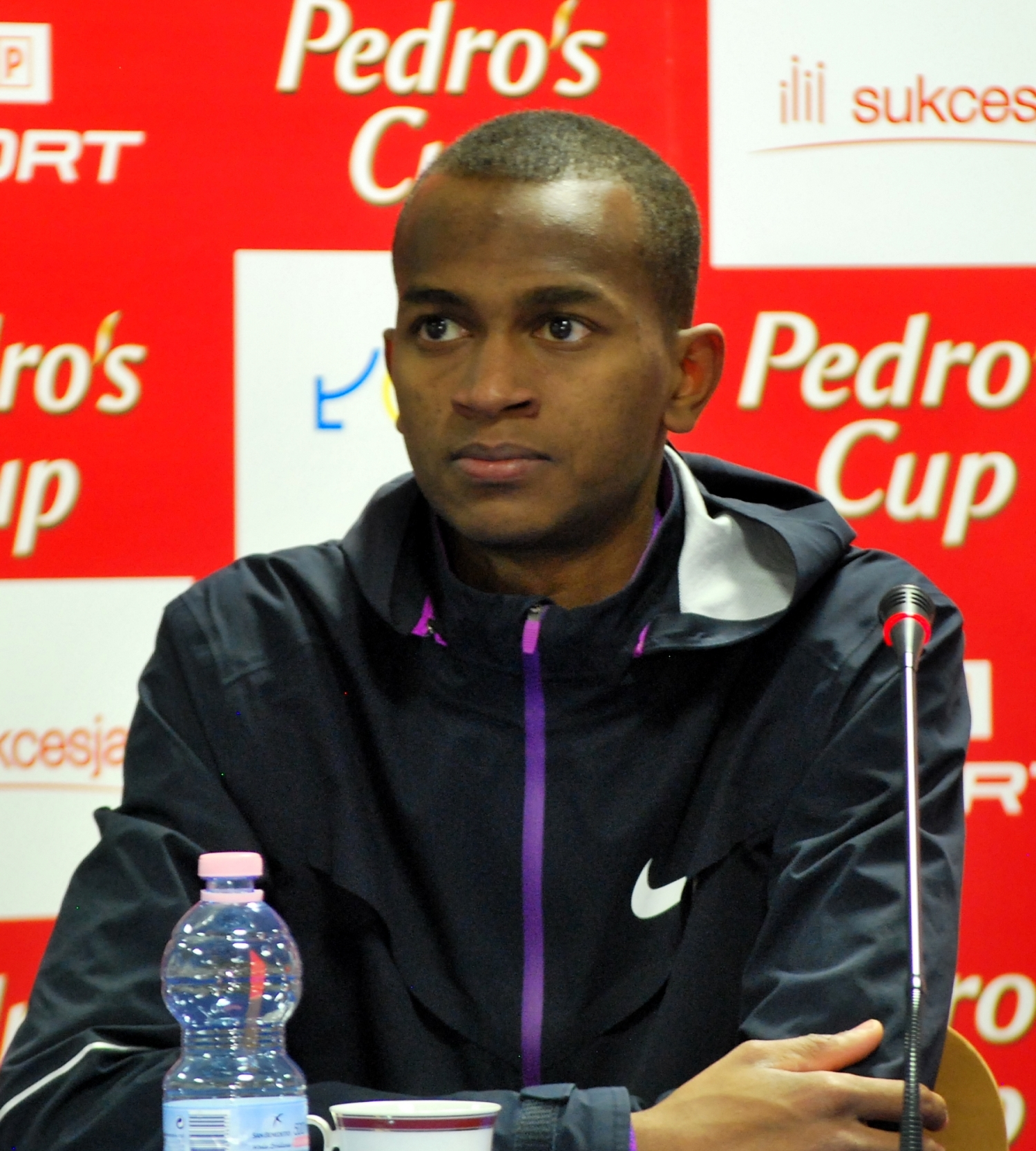
Mutaz Essa Barshim lors de la Pedro's Cup de Łódź en 2016

Le Qatarien ouvre sa saison en salle le 30 janvier à Malmö (Suède) où il bat la meilleure performance mondiale de l'année avec 2,34 m. Il échoue ensuite à 2,38 m. Le 13 février, il établit (toujours à Malmö), la MPMA avec 2,36 m mais celle-ci est battue quelques heures plus tard par l'Italien Gianmarco Tamberi (2,38 m). Le 19 février, à Doha, Barshim remporte pour la quatrième fois consécutive les Championnats d'Asie en salle avec une barre à 2,35 m. Il échoue par trois fois à 2,40 m et devance sur le podium le Syrien Majd Eddine Ghazal (2,28 m) et le Sri-Lankais Manjula Kumara (2,24 m).
Le 19 mars 2016, Barshim échoue au pied du podium lors de la finale des championnats du monde en salle de Portland avec 2,29 m. Échouant à son premier essai à 2,33 m, il subit une crampe à son second essai et décide de garder son dernier saut à 2,36 m, mesure qu'il rate de peu.
Après des débuts très modestes lors de la saison estivale (2,26 m à Doha et 2,27 m à Rome), Barshim franchit une barre à 2,37 m lors du Birmingham Grand Prix, nouvelle meilleure performance mondiale de l'année. Il améliore cette marque le 11 juin à Opole avec 2,40 m, avant d'échouer à 2,45 m.
Le 17 juillet, il franchit 2,34 m au Meeting d'Eberstadt à son 1er essai, avant d'échouer à 2,36 m, 2,38 m et 2,40 m. Il est battu par Derek Drouin (2,38 m). Le 16 août, Mutaz Essa Barshim participe à sa seconde finale olympique après celle de Londres de 2012 : avec un saut à 2,36 m, il décroche une nouvelle médaille olympique en s'emparant de l'argent, devancé par Derek Drouin (2,38 m). À 25 ans, il est désormais double-médaillé olympique.

### Champion du monde à Londres, invaincu cette saison (2017)
Mutaz Essa Barshim ouvre sa saison 2017 le 15 avril avec un saut à 2,35 m, meilleure performance mondiale de l'année. Il déclare avoir le record du monde de Javier Sotomayor (2,45 m en 1993) dans le viseur. Il améliore cette MPMA lors du meeting de Doha avec 2,36 m. La semaine suivante, il s'impose également au meeting de Shanghai avec 2,33 m, avant d'échouer à 2,37 m dû à des marques mal-ajustées. Il détient désormais les 3 meilleures performances mondiales de la saison, puisque le deuxième au classement (Robert Grabarz) n'est qu'à 2,31 m. Il confirme le 4 juin, à Opole, où il l'améliore une fois de plus avec 2,37 m.

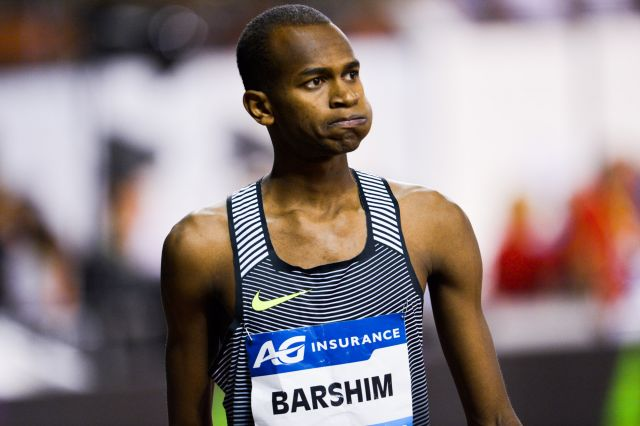
Mutaz Barshim au Mémorial Van Damme 2016.

Le 15 juin, il participe au Bislett Games d'Oslo : le directeur du meeting, Steinar Hoen (champion d'Europe de la discipline en 1994) déclara en conférence de presse vouloir voir le record du meeting (Javier Sotomayor en 2,37 m en 1989) tomber. Mutaz Essa Barshim réussit cette demande en effaçant au second essai 2,38 m, ajoutant par la même occasion sa meilleure performance mondiale de l'année et réussissant sa 5e victoire consécutive de l'année en 5 compétitions.

#### Titre mondial
Le 13 août, en parfait favori, Mutaz Essa Barshim est enfin sacré champion du monde en plein air à l'occasion des Mondiaux de Londres. Dans un concours reflétant le niveau masculin 2017 (c'est-à-dire bas), le Qatarien est le seul à effacer une barre à 2,35 m. Il ajoute donc cette médaille d'or à son titre en salle remporté à Sopot en 2014. Il devance sur le podium l'athlète neutre Danil Lysenko (2,32 m) et le Syrien Majd Eddine Ghazal (2,29 m).
Une semaine plus tard, pour sa première compétition post-mondiaux, Barshim s'impose au Birmingham Grand Prix en sautant 2,40 m, améliorant de deux centimètres sa meilleure performance mondiale de l'année et franchissant pour la cinquième saison consécutive la barre mythique des 2,40 m. Il établit par la même occasion un record du meeting.

Le 24 août, lors du Weltklasse Zürich, étape finale de la Ligue de diamant et dans une nouvelle formule où le vainqueur de la finale remporte le trophée, il décroche le titre en s'imposant avec 2,36 m, son troisième trophée après 2014 et 2015. Il bat Majd Eddine Ghazal (2,31 m) et Bohdan Bondarenko (2,31 m).

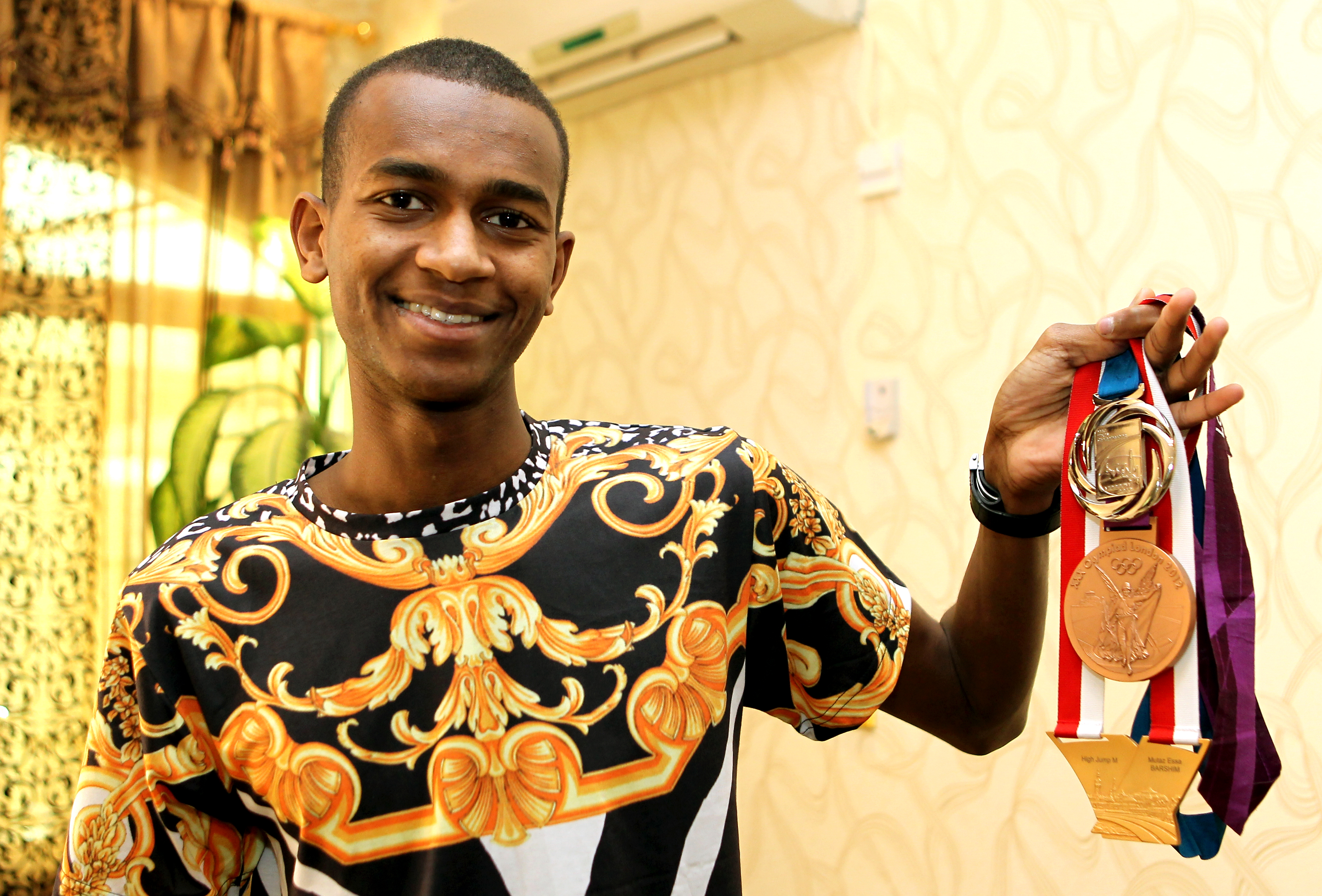
Mutaz Barshim en 2014.

Trois jours plus tard, il clôt sa saison à l'occasion du Meeting d'Eberstadt où il s'impose en égalant sa meilleure performance mondiale de l'année à 2,40 m. Il bat Danil Lysenko (2,38 m) et reste invaincu cette saison.
Il est élu par l'IAAF athlète de l'année 2017.

### Saison 2018
Mutaz Essa Barshim commence la saison 2018 le 1er février par les championnats d'Asie en salle à Téhéran, qu'il remporte pour la 5e fois consécutive, franchissant 2,38 m meilleure performance mondiale de l'année. 5 jours plus tard, lors de la réunion de Banská Bystrica, il est battu aux essais avec 2,31 m par le Chinois Wang Yu, vainqueur de la compétition. Le 1er mars, le Qatarien décroche la médaille d'argent des championnats du monde en salle de Birmingham avec un saut à 2,33 m, battu par Danil Lysenko (2,36 m). C'est sa seconde médaille en salle, après son titre en 2014.
Le 4 mai, pour sa première sortie estivale à l'occasion de la Doha Diamond League, Mutaz Essa Barshim produit une des meilleures performances du meeting en s'imposant très largement avec une nouvelle barre à 2,40 m, meilleure performance mondiale de l'année. Seul sauteur de l'histoire à sauter à plus de 2,40 m pendant six saisons consécutives, il devance au terme du concours le Syrien Majd Eddine Ghazal (2,33 m) et la Bahaméen Donald Thomas (2,30 m). Il continue sa série de victoire à Eugene et Oslo, où il franchit lors des deux occasions des barres à 2,36 m.
Le 13 juin, à Ostrava, le Qatarien enchaine une victoire avec une barre à 2,38 m, pour battre Danil Lysenko (2,36 m). Le 2 juillet, il remporte le Mémorial István-Gyulai à Székesfehérvár en effaçant une nouvelle fois une barre à 2,40 m, la 7e de sa carrière. Il s'attaque ensuite au record du monde de Javier Sotomayor (2,45 m) en demandant une barre à 2,46 m, mais échoue dans ses trois tentatives. À son dernier essai, il se blesse à la cheville, ce qui entraîne l'arrêt de sa saison et une opération à la cheville, pour se réserver pour les Championnats du monde dans son pays natal.

### Titre mondial conservé à Doha (2019)
Mutaz Essa Barshim retourne à la compétition le 23 juin 2019 à Sopot, près d'un an après sa blessure, et remporte la compétition avec un saut à 2,37 m. Un mois plus tard, il fait son retour international lors des Müller Anniversary Games de Londres et termine 2e en égalant sa meilleure performance de la saison, derrière Majd Eddine Ghazal (2,30 m).
Aux championnats du monde 2019, qui se déroulent dans sa ville natale de Doha et dont il est la star incontestée, Barshim arrive avec la moins bonne performance des engagés. En qualifications, il passe toutes les barres au premier essai, y compris 2,29 m, sa meilleure performance de la saison, et se qualifie pour la finale. Trois jours plus tard, dans un stade au public complet pour la première fois depuis le début des Mondiaux, Barshim parvient au terme d'un concours à suspens à conserver son titre mondial. En franchissant 2,33 m à sa troisième tentative, il se retrouve alors à la troisième place provisoire, mais efface ensuite 2,35 m pour repasser deuxième, puis 2,37 m dès sa première tentative, barre que ses deux derniers rivaux, les Russes sous bannière neutre Mikhail Akimenko (2,35 m, argent) et Ilya Ivanyuk (2,35 m, bronze), ne réussiront pas. À 28 ans, le Qatarien devient la fierté du pays et est à cette occasion le premier sauteur en hauteur à conserver son titre mondial.
En décembre 2020, il est testé positif à la COVID-19.

### Champion olympique à Tokyo (2021)
Lors de l'année 2021, le Qatarien réalise des performances moyennes, avec un meilleur saut mesuré à 2,30 m. Mais à Tokyo, lors de la finale des Jeux olympiques le 1er août 2021, il réussit à franchir toutes ses barres au premier essai jusqu'à 2,37 m, avant d'échouer à trois reprises à 2,39 m, tout comme l'Italien Gianmarco Tamberi. Les deux athlètes ayant réalisé exactement le même concours, ils peuvent décider de se départager avec un saut de barrage mais choisissent finalement d'un commun accord de se partager la médaille d'or, chose inédite au saut en hauteur. Barshim décroche donc sa troisième médaille olympique, la première en or après les deux en argent de Londres et de Rio.

### Troisième titre mondial à Eugene (2022)
Mutaz Barshim ne dispute que deux compétitions avant les championnats du monde 2022, franchissant notamment une barre à 2,30 m en mai à Doha. À Eugene en finale, il devient l'athlète le plus titré en championnats du monde en parvenant à remporter une troisième médaille d'or après 2017 et 2019. Il réussit ses six premières barres à son premier essai, et prend la tête du concours à 2,35 m, hauteur que le Coréen Woo Sang-hyeok n'efface qu'à sa deuxième tentative. À la hauteur suivante à 2,37 m, il passe également à son premier essai et établit la meilleure performance mondiale de l'année. il devance sur le podium Woo Sang-hyeok (2,35 m) et Andriy Protsenko (2,33 m).
L'année suivante aux Mondiaux de Budapest, le Qatarien ne peut faire mieux que 2,33 m et laisse sa couronne mondiale à Gianmarco Tamberi, vainqueur avec un saut à 2,36 m. Il est également devancé par l'Américain JuVaughn Harrison mais empoche tout de même la médaille de bronze, sa cinquième breloque planétaire au total.
Il est nommé porte-drapeau de la délégation du Qatar aux Jeux olympiques d'été de 2024 avec Shahd Ashraf. Détenteur du titre, il obtient la médaille de bronze avec 2,34 m, sa meilleure marque de l'année, battu par le Néo-zélandais Hamish Kerr et l'Américain Shelby McEwen qui ont tous deux franchi 2,36 m.

### Autres
Mutaz fait partie du collectif de Champion de la Paix de Peace and Sport, un groupe de sportifs de haut niveau engagés personnellement en faveur du mouvement de la paix par le sport. 
Mutaz Barshim est aussi connu pour sa prodigieuse détente en ciseau, franchissant ainsi 1,93 m lors des Championnats du monde d’athlétisme 2017. Lors d'un entraînement indoor en 2014, il aurait franchit une barre à 2,15 m en utilisant cette technique.

## Palmarès
| Date | Compétition                    | Lieu             | Résultat | Marque  |
| ---- | ------------------------------ | ---------------- | -------- | ------- |
| 2010 | Championnats d'Asie en salle   | Téhéran          | 1er      | 2,20 m  |
| 2010 | Championnats d'Asie juniors    | Hanoï            | 1er      | 2,31 m  |
| 2010 | Championnats du monde juniors  | Moncton          | 1er      | 2,30 m  |
| 2010 | Jeux asiatiques                | Canton           | 1er      | 2,27 m  |
| 2011 | Championnats panarabes         | Al-Aïn           | 1er      | 2,25 m  |
| 2011 | Championnats d'Asie            | Kobe             | 1er      | 2,35 m  |
| 2011 | Jeux mondiaux militaires       | Rio de Janeiro   | 1er      | 2,29 m  |
| 2011 | Championnats du monde          | Daegu            | 7e       | 2,32 m  |
| 2011 | Jeux panarabes                 | Doha             | 1er      | 2,30 m  |
| 2012 | Championnats d'Asie en salle   | Hangzhou         | 1er      | 2,37 m  |
| 2012 | Championnats du monde en salle | Istanbul         | 9e       | 2,28 m  |
| 2012 | Jeux olympiques                | Londres          | 2e       | 2,29 m  |
| 2013 | Championnats panarabes         | Doha             | 1er      | 2,30 m  |
| 2013 | Championnats du monde          | Moscou           | 2e       | 2,38 m  |
| 2013 | Ligue de diamant               | Ligue de diamant | 2e       | détails |
| 2014 | Championnats d'Asie en salle   | Hangzhou         | 1er      | 2,36 m  |
| 2014 | Championnats du monde en salle | Sopot            | 1er      | 2,38 m  |
| 2014 | Ligue de diamant               | Ligue de diamant | 1er      | détails |
| 2014 | Jeux asiatiques                | Incheon          | 1er      | 2,35 m  |
| 2014 | Coupe continentale             | Marrakech        | 2e       | 2,34 m  |
| 2015 | Championnats d'Asie            | Wuhan            | 3e       | 2,20 m  |
| 2015 | Championnats panarabes         | Madinat 'Isa     | 1er      | 2,19 m  |
| 2015 | Championnats du monde          | Pékin            | 4e       | 2,33 m  |
| 2015 | Ligue de diamant               | Ligue de diamant | 1er      | détails |
| 2016 | Championnats d'Asie en salle   | Doha             | 1er      | 2,35 m  |
| 2016 | Championnats du monde en salle | Portland         | 4e       | 2,29 m  |
| 2016 | Jeux olympiques                | Rio de Janeiro   | 2e       | 2,36 m  |
| 2016 | Ligue de diamant               | Ligue de diamant | 2e       | détails |
| 2017 | Championnats du monde          | Londres          | 1er      | 2,35 m  |
| 2017 | Ligue de diamant               | Ligue de diamant | 1er      | 2,36 m  |
| 2018 | Championnats d'Asie en salle   | Téhéran          | 1er      | 2,38 m  |
| 2018 | Championnats du monde en salle | Birmingham       | 2e       | 2,33 m  |
| 2019 | Championnats du monde          | Doha             | 1er      | 2,37 m  |
| 2021 | Jeux olympiques                | Tokyo            | 1er      | 2,37 m  |
| 2022 | Championnats du monde          | Eugene           | 1er      | 2,37 m  |
| 2023 | Championnats du monde          | Budapest         | 3e       | 2,33 m  |
| 2023 | Jeux asiatiques                | Hangzhou         | 1er      | 2,35 m  |
| 2024 | Jeux olympiques                | Paris            | 3e       | 2,34 m  |

## Records

### Records personnels

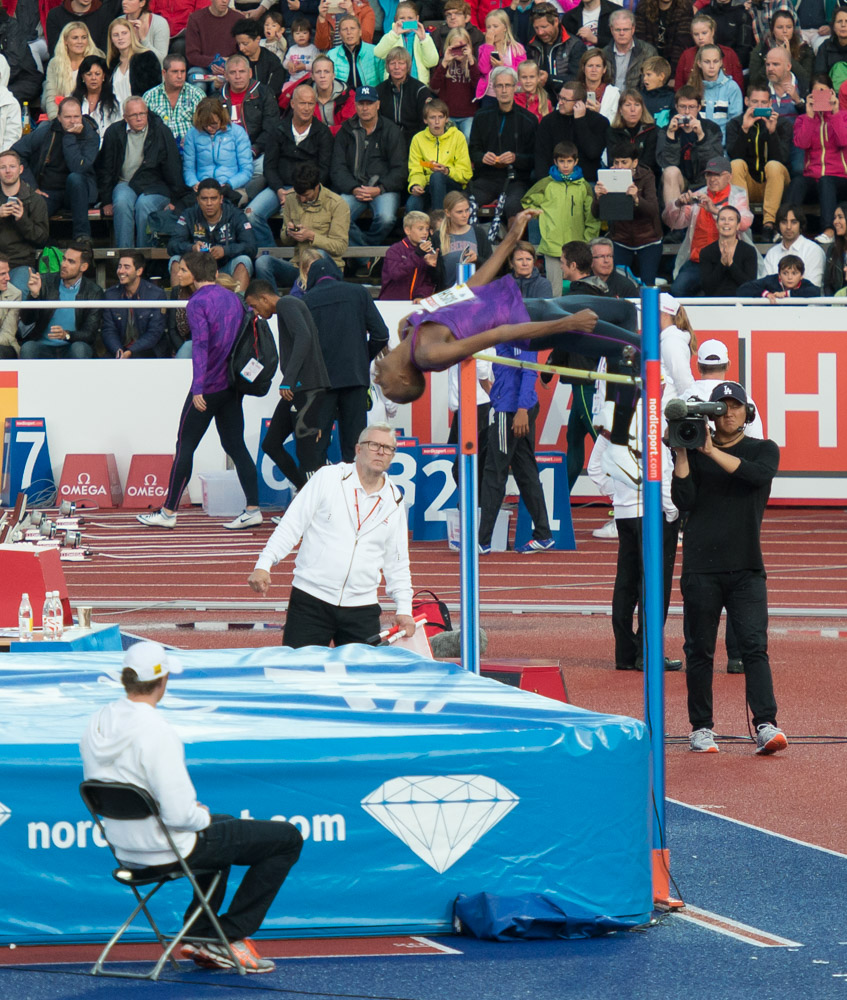
Mutaz Barshim au DN Galan de Stockholm en 2015.

| Épreuve         | Épreuve   | Marque      | Lieu      | Date             |
| --------------- | --------- | ----------- | --------- | ---------------- |
| Saut en hauteur | Plein air | 2,43 m (AR) | Bruxelles | 5 septembre 2014 |
| Saut en hauteur | En salle  | 2,41 m (AR) | Athlone   | 18 février 2015  |

### Meilleures performances par année
| Année | Marque | Date                        | Lieu                 | Rang |
| ----- | ------ | --------------------------- | -------------------- | ---- |
| 2009  | 2,14 m | 1er mai 2009                | Qatif                | —    |
| 2010  | 2,31 m | 3 juillet 2010              | Hanoï                | 7    |
| 2011  | 2,35 m | 9 juillet 2011              | Kobe                 | 5    |
| 2012  | 2,39 m | 23 août 2012                | Lausanne             | 1    |
| 2013  | 2,40 m | 1er juin 2013               | Eugene               | 2    |
| 2014  | 2,43 m | 5 septembre 2014            | Bruxelles            | 1    |
| 2015  | 2,41 m | 18 février 2015 30 mai 2015 | Athlone Eugene       | 1    |
| 2016  | 2,40 m | 11 juin 2016                | Opole                | 1    |
| 2017  | 2,40 m | 20 août 2017 27 août 2017   | Birmingham Eberstadt | 1    |
| 2018  | 2,40 m | 4 mai 2018 2 juillet 2018   | Doha Székesfehérvár  | 1    |
| 2019  | 2,37 m | 4 octobre 2019              | Doha                 | 1    |
| 2021  | 2,37 m | 1er août 2021               | Tokyo                | 1    |
| 2022  | 2,37 m | 18 juillet 2022             | Eugene               | 1    |
| 2023  | 2,36 m | 16 juillet 2023             | Chorzów              | 2    |
| 2024  | 2,34 m | 10 août 2021                | Paris                | 4    |

### Performances au-dessus de2,40m
Mutaz Essa Barshim a franchi la barre des 2,40 m ou plus 15 fois au cours de sa carrière, dans 13 concours différents. La première fois le 1er juin 2013 à Eugene () et la dernière fois le 2 juillet 2018 à Székesfehérvár (). Il est le seul athlète de l'histoire à sauter à plus de 2,40 m lors de 6 saisons consécutives (2013 - 2018).
| Numéro | Hauteur | Lieu           | Date             | Résultat |
| ------ | ------- | -------------- | ---------------- | -------- |
| 1      | 2,40 m  | Eugene         | 1er juin 2013    | 1        |
| 2      | 2,40 m  | Opole          | 11 juin 2016     | 1        |
| 3      | 2,40 m  | Birmingham     | 20 août 2017     | 1        |
| 4      | 2,40 m  | Eberstadt      | 20 août 2017     | 1        |
| 5      | 2,40 m  | Doha           | 4 mai 2018       | 1        |
| 6      | 2,40 m  | Székesfehérvár | 2 juillet 2018   | 1        |
| 7      | 2,41 m  | Rome           | 5 juin 2014      | 1        |
| 8      | 2,41 m  | Eberstadt      | 22 août 2014     | 1        |
| 9      | 2,41 m  | Eugene         | 30 mai 2015      | 1        |
| 10     | 2,42 m  | New York       | 14 juin 2014     | 2        |
| 11     | 2,43 m  | Bruxelles      | 5 septembre 2014 | 1        |

| Numéro | Hauteur | Lieu            | Date            | Résultat |
| ------ | ------- | --------------- | --------------- | -------- |
| 1      | 2,40 m  | Banská Bystrica | 4 février 2015  | 1        |
| 2      | 2,41 m  | Athlone         | 18 février 2015 | 1        |

## Distinctions
- Trophée World Athletics de l'athlète de l'année en 2017[33].
- Trophée Track and Field News de l'athlète de l'année en 2017[58].